# Lee Young-Ho
Lee Young-Ho (이영호) é um jogador profissional de StarCraft da Coreia do Sul, que joga sob o nick By.FlaSh ou simplesmente Flash. Lee atualmente joga pelo time KT.

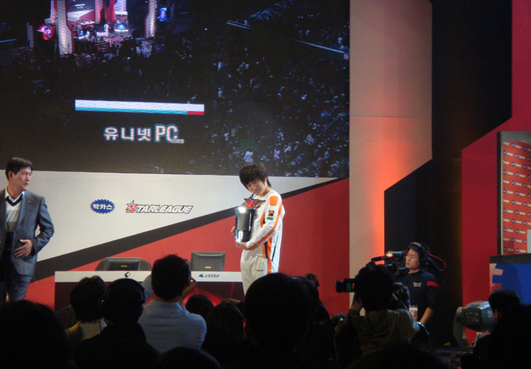
Flash com o troféu da Bacchus OSL

Em Abril de 2010, Lee estava no 1° lugar no ranking KeSPA. Ele conseguiu o 4° lugar no Daum OSL em 2007 e é o primeiro vencedor do GOM TV Star Invitational. Aos 15 anos, ele era o mais novo jogador profissional a vencer um título, que foi o Bacchus OSL. Desde Setembro de 2010 ele mantém a pontuação mais alta da KeSPA, com 4.292,5 pontos.

## Realizações

### Individual
- 2007 Daum OnGameNet Starleague - 4° lugar
- 2007 GomTV Star Invitational - vencedor
- 2008 Bacchus OnGameNet Starleague - vencedor
- 2008 Averatec-Intel Classic Season 1 - 2° lugar
- 2008 Arena MBCgame Starleague - 3° lugar
- 2009 Averatec-Intel Classic Season 3 - vencedor
- 2009 Asian Indoor Games - Ouro
- 2009 EVER OnGameNet Starleague - vencedor
- 2009 NATE MBCgame Starleague - 2° lugar
- 2010 Korean Air OnGameNet Starleague - 2° lugar
- 2010 Hana Daetoo MBCgame Starleague - vencedor
- 2010 Bigfile MBCgame Starleague - vencedor
- 2010 Korean Air 2 OnGameNet Starleague - vencedor
- 2010 World Cyber Games - vencedor

| Local | Ano  | Evento/Liga                       | Oponente          |
| ----- | ---- | --------------------------------- | ----------------- |
| 1st   | 2010 | World Cyber Games 2010            | Kal (Goojila) (P) |
| 1st   | 2010 | Korean Air 2 OnGameNet Starleague | Jaedong (Z)       |
| 1st   | 2010 | Bigfile MBCgame Starleague        | Jaedong (Z)       |
| 1st   | 2010 | Hana Daetoo MBCgame Starleague    | Jaedong (Z)       |
| 2nd   | 2010 | Korean Air OnGameNet Starleague   | effort (Z)        |
| 2nd   | 2009 | NATE MBCgame Starleague           | Jaedong (Z)       |
| 1st   | 2009 | EVER OnGameNet Starleague         | Movie (P)         |
| 1st   | 2009 | Averatec-Intel Classic Season 3   | Iris (T)          |
| 2nd   | 2008 | TG-Intel Classic Season 1         | Jaedong (Z)       |
| 1st   | 2008 | Bacchus OnGameNet Starleague      | Stork (P)         |
| 1st   | 2008 | XNote GOMTV Star Invitational     | Stork (P)         |

### KT Rolster
- Shinhan Bank Proleague 2008: 5° lugar
- Shinhan Bank Proleague 08-09: 7° lugar
- Shinhan Bank Proleague 09-10: 1° lugar[4]

### Prêmios da KeSPA
- 2007: Rookie of the Year (Iniciante do Ano)
- 2007: Best Player - Terran (Melhor Jogador - Terran)
- 2009: Best Player - Terran (Melhor Jogador - Terran)

## Estatísticas
|             | Jogos | Recorde | Razão  |
| ----------- | ----- | ------- | ------ |
| vs. Terran  | 115   | 103–36  | 74.10% |
| vs. Zerg    | 116   | 97–40   | 70.80% |
| vs. Protoss | 116   | 97–39   | 71.32% |
| Total       | 347   | 297–115 | 72.09% |

## Recordes
Maior número de vitórias consecutivas contra Terran: 22 vitórias
Flash também possui o recorde de maior número de vitórias consecutivas em TvP (12 vitórias) em jogos sancionados.

## Ver Também
- Competições profissionais de StarCraft: Brood War